# ScummVM
ScummVM是多個重製的遊戲引擎的集合。原本是設計來玩使用了SCUMM系統的LucasArts冒險遊戲（ScummVM的VM意指虛擬機器 Virtual Machine）。不過現在，ScummVM也支援非SCUMM的遊戲，例如Revolution Software和Adventure Soft的遊戲。這個程式原先是Ludvig Strigeus寫的，後來在GNU通用公眾授權條款下發佈。ScummVM是一個免費軟體。
ScummVM把軟體直譯腳本語言的部份重新實作（這些遊戲透過腳本語言描述遊戲世界），而非模擬遊戲執行所需的整個硬體設備。因此，ScummVM有支援的遊戲，可以在遊戲原本不支援的系統平台上執行。

## 外部連結
- （英文）官方網站（页面存档备份，存于）